# Хиперхомоцистеинемија
Хиперхомоцистеинемија је медицинско стање које се карактерише абнормално високом нивоу хомоцистеина у крви (изнад 15 µmol/L)., и један од фактор ризика за настанак кардиоваскуларне болести и постоперативних васкуларних компликација. Хиперхомоцистеинемија је стање настало услед урођених или стечених поремећаја биохемијских реакција у оквиру којих су укључени: хомоцистеин, недостатак витамина Б6, недостатак фолне киселине (витамина Б9) и недостатак витамина Б12.
Хиперхомоцистеинемијом се може кориговати адекватном терапијом витамином Б6, витамином Б9 и витамином Б12. Међутим, суплементи ових витамина иако коригују хиперхомоцистеинемију не побољшавају стање већ насталих кардиоваскуларних болести.

## Метаболизам хомоцистеина
Хомоцистеин је семиесенцијална, сулфхидрилна аминокиселина која настаје од есенцијалне аминокиселине метионина. Хомоцистеин не улази у састав пептида и протеина, не уноси се преко хране, већ се формира из есенцијалне аминокиселине метионина. У процесу синтезе протеина из метионина настаје С-аденозилметионин(САМ), чијом декарбоксилацијом настаје спермидин који има функцију донора метил групе,
у којој се формира С-аденозилхомоцистеин (САХ), а од њега хомоцистеин. Добијени хомоцистеин се метаболише преко два метаболичка пута: реметилација (при чему се реверзибилно ресинтише метионин) и транссулфурација (при чему се ствара неповратни цистеин), који уједно одржавају концентрацију хомоцистеина у физиолошким границама: 
Реметилација хомоцистеин
Реметилацију хомоцистеина врши ензим метионин синтетаза све до метионина. За ову реакцију су као кофактори неопходни витамин В12 и фолна киселина. Ензим метилентетрахидрофолат редуктаза, катализује синтезу 5-метил тетрафолата који као кофактор учествује у реакцији реметилације.
Транссулфурација хомоцистеин
Транссулфурацију катализује ензима цистатион β-синтетаза, за чију је активност неопходно присуство витамина В6, као кофактора, при чему као производ реакције настаје цистатион.

## Епидемиологија
Процењена преваленција благе хиперхомоцистеинемије је 5% до 7% у општој популацији. Неколико студија је показало да је то независни фактор ризика за тромботске поремећаје (дубоку венску тромбозу).
Забележено је да снижавање нивоа хомоцистеина код пацијента за 25% смањује ризик од можданог удара за 19%.

## Етиологија
Узроци хиперхомоцистеинемије могу се сврстати у две групе: генетске и негенетске. При чему треба имати у виду да један или више генетских или стечених поремећаја у метаболизму хомоцистеина узрокује хиперхомоцистинемију и хомоцистинурију.

### Генетски фактори
Генетски или стечени поремећаји, којих може бити један или више, ремете метаболизам хомоцистеина и изазивају хиперхомоцистинемију и хомоцистинурију. Зависно од генетског дефекта они доводе до поремећаја различитог степена у деловању:
- метилентетрахидрофолат редуктазе (МТХФР),
- метилентетрахидрофолаттрансферазе (МТХФТ),
- бетаин хомоцистеин метилтрансферазе (БХМТ) и
- цистатион β синтазе (ЦБС).[9][10][11][12]

### Негенетски фактори
Од факторе из групе негенетских, на хомоцистеинемију могу да утичу: физиолошка и специфична стања, организма, прехрамбени фактори, начин живота, разна патолошких стања организма, неки лекови.

#### Физиолошка и специфична стања организма
Ова стања организма у која спадају животна доб, пол, гравидитет, период реконвалесценције, доводе до поремећаја плазматског нивоа хомоцистеина. При тому особе мушког пола имају виши ниво хомоцистеина него жене, а за 25% него предменопаузалне жене., да би се у менопаузи та разлика смањила, али и даље постоји али је у нешто мањем обиму. У менопаузие жене имају виши плазматски ниво хомоцистеина од предменопаузних. Током гравидитета долази до пада плазматске концентрације хомоцистеина због хипоалбуминемије, с обзиром на то да је његова доминантна компонента везана за албумин.
Ниво хомоцистеина расте са старосном доби, на шта указује податак да особе старије од 50 година имају и до 1,9 µmol/l вишу хомоцистеинемију него особе млађе животне доби. На сваких 10 година старости хомоцистеинемија расте просечно за 1µмол/л, код жена за 2,2 µmol/l, а код мушкараца за 1,6 µmol/l. Постменопаузне жене имају виши плазматски ниво.

#### Неки лекови
Да ови фактори могу да утичу појединачно али и уједињено, то потврђује мултикаузалост и специфичност патогенезе хиперхомоцистеинемије.

## Штетно дејство хиперхомоцистеинемије
Концентрацију хомоцистеина  у циркулацији одређује пре свега унос метионина исхраном, као и доступност витамина који као кофактори учествују у метаболизму хомоцистеина. Сматра се да
и стил живота, прекомерно конзумирање кафе и алкохола, пушење цигарета и физичка неактивност могу да допринесу повећању концентрације хомоцистеина . Повећање концентрације хомоцистеина   (хиперхомоцистеинемија) је удружена са старењем и смањењем бубрежне функције.
Једна од теорија којом се објашњава механизам штетног дејства хомоцистеина и носи назив хомоцистеинилација, заснива свој став на ковалентном везивање хомоцистеина за протеине који тиме мења њихову функцију. Хомоцистеинилација може да буде:
Ѕ-хомоцистеинилација
Ако се хомоцистеин везује дисулфидном везом за сулфхидрилну групу протеина — настаје Ѕ-хомоцистеинилација, која мења функцију молекула на два начина:
1) инактивацијом потенцијално активних тиолних група и
2) мењањем редокс потенцијала протеина.
Хомоцтеин се у овој реакцији дисулфидном везом везује за фибронектин, анексин II и интрацелуларне металопротеине.
N-хомоцистеинилација
N-хомоцистеинилација  настаје ако се хомоцистеин везује амидном групом за амино групу лизина у протеину — и индукује реактивни облик хомоцистеина, хомоцистеин-тиолактон, који се везује за амино групе лизина унутар протеина. Хомоцистеин-тиолактон најчешће ремети функцију албумина у циркулацији, хемоглобина, имуноглобулина, LDL, HDL, трансферина, антитрипсина и фибриногена 

### Ендотелна дисфункција
Хомоцистеин  изазива ендотелну дисфункцију посредством више различитих механизама чији је исход формирање атеросклеротског плака, у које спадају: 
1) инхибиција раста ендотелних ћелија,
2) поремећај равотеже између NO и O2 - што има штетне последице на функционисање васкуларног система,
3) повећана експресија адхезивних молекула,
4) настанак модификованих LDL честица.
Хомоцистеин активира и NAD(P)H оксидазу и ксантин оксидазу, два битна прооксидантна ензима, чија активност узрокује повећање O2.

### Постоперативне компликације
Хиперхомоцистеинемија је важан фактор ризика за настанак постоперативних васкуларних компликација. Терапија примењена пре и у току хируршке интервенције може узроковати или погоршати стање хиперхомоцистеинемије. Хиперхомоцистеинемија утицајем на синтезу везивног ткива компромитује његову структуру и архитектонику чиме неповољно утиче на процес регенерације и зарастање рана, доводи до настанка морфолошких лезија васкуларног зида (анеуризме).
Након трансплантације бубрега и срца долази до повећања плазматског нивоа хомоцистеина, што је у позитивној корелацији са интензитетом и трајањем имуносупресивне терапије кортикостероидима и циклоспорином.

## Терапија
Како хиперхомоцистеинемија настаје услед недостатка витамина који су кофактори у ензимским реакцијама које су укључене у метаболизам хомоцистеина, витаминска суплементација је терапија избора.
Суплементација витаминима В12, В6 и фолном киселином смањује концентрацију хомоцистеина у циркулацији, што доводи до смањења ризик од обољења која су удружена са хиперхомоцистеинемијом. Суплементација фолном киселином има најизраженије позитивне ефекте, витамин В12 нешто слабије, док суплементација витамином В6 нема никакву значајну корист. 
Препоручена дневна доза витамина за особе са дијагностикованим цереброваскуларним обољењем износе за:
- фолну киселину 400–1.000 μg,[8]
- витамин В12 400–600 μg,
- витамин В6 2–10 mg.

Витаминска терапија може смањити ризик од прелома костију изазване остеопорозом код одабраних пацијената са високим ризиком. Дакле, иако је ефикасност комбиноване фолне киселине, Б 6 - и Б 12- додавање витамина у смањењу нивоа хомоцистеина у циркулацији није спорно. У том смислу идентификација пацијената који ће највероватније имати користи од овог третмана предмет је континуираног истраживања.

## Едукација пацијената
Посебно за лекара примарне здравствене заштите важно је да разговарају са пацијентима о процени утицаја хиперхомоцистеинемије, укључујући и контроверзну природу лечења. 
Први корак у превенцији би био да се разговара о уносу фолне киселине, витамина Б6 и Б12, како би пацијенти почели са  применом препоручене количине ових витамина у исхрани. Ако  пацијенти не испуњавају ове захтеве, могу се дати препоруке за повећање уноса намирница богатих овим витаминима, попут воћа и поврћа, јер део опште популације не испуњава препоручени додатак исхраниза ове хранљиве састојке.
Поред тога, образовање би требало да се одвија од случаја до случаја на основу болести пацијента. За пацијенте са знацима и симптомима хомоцистинурије или благим когнитивним оштећењем, користи од додавања витамина Б премашују ризике; због тога се препоручује допунска исхрана. За све остале пацијенте нема довољно доказа који подржавају употребу третмана за снижавање хомоцистеина.